# Graaff Reinet
Graaff Reinet er en by i Eastern Cape i Sydafrika. Den er den fjerdeældste by i Sydafrika.
Byen ligger 750 moh og er bygget på bredderne af floden Sundays, som har sit udspring lidt længere nordpå på de sydlige bjergsider af Sneeuberge. Den hollandske reformerede kirke er en stenbygning med plads til 1500 mennesker. Højskolen er et uddannelsescenter og blev genopbygget i 1906. Graaf Reinet er et blomstrende marked for grønsager og frugt, distriktet er kendt for sin mohairindustri.
Byen blev grundlagt af kaphollænderne i 1786 og var opkaldt efter daværende guvernør i Kapkolonien, Cornelius Jacob van de Graaff og hans kone. I 1795 proklamerede misfornøjede burghere under det hollandske Ostindiske kompagnis styre en republik. Lignende handlinger blev gennemført af burghere i Swellendam. Før myndighederne ved Cape Town kunne gennemføre afgørende tiltag mod oprørerne, blev de tvunget til at kapitulere til briterne. Burgherne havde ikke held til at få hjælp fra et fransk krigsskib ved Algoa Bay som overgav sig til oberst John Ormsby Vandeleur.
Marthinus Prinsloo, lederen for republikanerne i 1795, gjorde igen oprør i 1799, men overgav sig i april. Prinsloo og nitten andre blev fængslet i borgen i Cape Town. Efter retssagen blev Prinsloo og en anden kommandant dømt til døden og andre til udvisning. Dommene blev ikke eksekveret, og fangerne blev sat fri i 1803, da Kap blev givet tilbage til hollænderne.
Der var et andet oprør i Graaf Reinet i 1801, men på grund af mægling ved general Francis Dundas, som var fungerende guvernør i Kap, sænkede roen sig hurtigt. Det var i dette distrikt, at en republikansk regering i Sydafrika først blev proklameret, hvilket førte til et stort antal voortrækkere i 1835–42.